# Lolo Kibes
Der Lolo Kibes (kurz: Kibes) ist ein osttimoresischer Berg im Verwaltungsamt Lolotoe (Gemeinde Bobonaro). Er hat eine Höhe von 430 m und befindet sich im Westen der Aldeia Anon (Suco Guda). Südwestlich verläuft der Fluss Foura.